# Don't Forget About Us
Don't Forget About Us è una canzone scritta da Mariah Carey, Jermaine Dupri, Johntá Austin e Bryan-Michael Cox, e registrato dalla Carey per la ristampa del suo decimo album The Emancipation of Mimi del 2005.
Il brano è stato coprodotto dalla Carey, Dupri ed Austin e pubblicato come quinto singolo estratto dall'album (il quarto negli Stati Uniti) negli ultimi periodi del 2005.
Il singolo ha raggiunto la posizione numero uno in Finlandia e negli Stati Uniti, riuscendo ad ottenere buoni piazzamenti in quasi tutti i paesi in cui è stato commercializzato. È stato nominato per due Grammy Award nel 2006.

## Il video
il video prodotto per Don't Forget About Us è stato diretto da Paul Hunter e alterna le sue sequenze in due diversi periodi. Nel primo viene mostrata Mariah Carey in lacrime nel presente, mentre il secondo periodo rievoca memorie in cui la Carey era insieme al suo compagno (interpretato da Christian Monzon, modello di Dolce e Gabbana). Il video rende omaggio all'attrice Marilyn Monroe; in una scena la Carey è mostrata in piscina con la gamba che fuoriesce dall'acqua, in una identica posa assunta dalla Monroe nel film Something's Got to Give del 1962. La Carey già in un altro video (I Still Believe) aveva citato l'attrice.

## Tracce
1. Don't Forget About Us - 3:53
2. Don't Forget About Us (Ralphi & Craig J. Anthomic Vocal Mix) - 9:50
3. Don't Forget About Us (Tony Moran Mix) - 4:18
4. Don't Forget About Us (Video)

## Classifiche
| Classifica (2005)                               | Posizione più alta |
| ----------------------------------------------- | ------------------ |
| U.S. Billboard Hot 100                          | 1                  |
| U.S. Billboard Pop 100                          | 2                  |
| U.S. Billboard Hot R&B/Hip-Hop Singles & Tracks | 1                  |
| U.S. Billboard Mainstream Top 40                | 3                  |
| Finlandia                                       | 1                  |
| Italia                                          | 11                 |
| Regno Unito                                     | 11                 |
| Australia                                       | 12                 |
| Nuova Zelanda                                   | 12                 |
| Canada                                          | 17                 |
| Svizzera                                        | 19                 |
| Irlanda                                         | 25                 |
| Danimarca                                       | 25                 |
| Germania                                        | 41                 |
| Paesi Bassi                                     | 43                 |
| Austria                                         | 61                 |